# Domgermain
Domgermain település Franciaországban, Meurthe-et-Moselle megyében. Lakosainak száma 1134 fő (2022. január 1.). Domgermain Charmes-la-Côte, Choloy-Ménillot, Écrouves, Toul és Rigny-Saint-Martin községekkel határos.

## Népesség
A település népességének változása:
| Lakosok száma | 756  | 912  | 1002 | 1234 | 1239 | 1220 | 1185 | 1164 | 1158 | 1134 |
|               | 1968 | 1982 | 1990 | 2006 | 2013 | 2015 | 2017 | 2019 | 2020 | 2022 |